# Menophra melagrapharia
Menophra melagrapharia är en fjärilsart som beskrevs av George Francis Hampson 1907. Menophra melagrapharia ingår i släktet Menophra och familjen mätare. Inga underarter finns listade i Catalogue of Life.